# 墨塔涅拉
墨塔涅拉（Metanira）是希腊神话中厄琉息斯的王后，儿子是得摩丰，国王刻琉斯的妻子。根据传说，女神得墨忒耳在寻找女儿珀耳塞福涅的路上乔装经过厄琉息斯，墨塔涅拉嘱托她照料儿子得摩丰。女神欲将小王子变成神祇，将他放入火炉烘烤。但有一天被墨塔涅拉撞见了这个场景，打断了仪式，致使得摩丰死于非命。